# Brestovec (okres Komárno)
Brestovec (Hongaars:Szilas) is een Slowaakse gemeente in de regio Nitra, en maakt deel uit van het district Komárno.
Brestovec telt 486 inwoners.
In de volkstelling van 2021 spraken 463 van de 485 inwoners het Hongaars als moedertaal, oftewel 95,46% van de bevolking. Hiermee heeft Brestovec het op vier na grootste percentage Hongaarssprekenden in Slowakije - alleen in Vieska nad Blhom, Rašice, Jestice en Lenartovce lag dit percentage hoger.